# يوتاكا كوماجاي
يوتاكا كوماجاي (بالكانا:くまがい ゆたか) هو سياسي ياباني، ولد في 16 فبراير 1975 في اليابان. حزبياً، نشط في الحزب الليبرالي الديمقراطي الياباني. انتخب عضو مجلس المستشارين ( – 25 يوليو 2016).